# Siphonocladales
Siphonocladales, nekadašnji red tropskih zelenih alga čije su porodice uklopljene u red Cladophorales. Porodice koje su mu pripadale su: Boodleaceae, Siphonocladaceae i Valoniaceae.
Prema istraživanjima sve Siphonocladales imaju jednog zajedničkog kladoforolikog pretka.
Autorstvo: (Blackman & Tansley) Oltmanns, 1904